# 鍋茶屋
鍋茶屋（なべぢゃや）は、新潟県新潟市中央区東堀通に所在する老舗の料亭である。正式法人名としては、合資会社鍋茶屋。全国芽生会連合会の新潟芽生会に加盟。
2000年（平成12年）、登録有形文化財に登録された。

## 概要
1846年（弘化3年）に創業。1878年（明治11年）には、明治天皇の新潟への行幸の際に料理を出す。二度の大火に巻き込まれるなどの困難もあったが、再建し現在に至る。
以前までは一見さんお断りだったが、不況や娯楽の多様化や官々接待の激減により低迷したために近年撤廃し、一般市民の集客に切り替えた。低価格化やセットプランを中心に切り替え、ブライダル部門も立ち上げ、大衆化した。